# モング
モング(Mongu)は、ザンビアの西部州の州都。
2010年の人口は5万2324人。

## 概要
首都ルサカからは西に580km離れている。
また、この地域に古くから続くロジ王国の王（リトゥンガと呼ばれる）が今もモング周辺に住み、ロジ人たちの中心都市となっている。

## 観光
リトゥンガが低地のレアルイにある乾季の王宮から高地のリムルンガへと舟で移動する「クオンボカ」という祭りはザンビア有数の祭りとして知られ、この時期大勢の観光客がモングへと押し寄せる。

## 経済
モングは籠やカーペットの生産で知られ、また近郊では米やマンゴーなどの生産も盛んである。

## 交通

### 空港
- モング空港（英語版）